# November 1991
Portal Geschichte | Portal Biografien | Aktuelle Ereignisse | Jahreskalender | Tagesartikel

◄ |
19. Jahrhundert |
20. Jahrhundert
| 21. Jahrhundert

◄ |
1960er |
1970er |
1980er |
1990er
| 2000er | 2010er | 2020er | ►

◄ |
1987 |
1988 |
1989 |
1990 |
1991
| 1992 | 1993 | 1994 | 1995 | ►

◄ |
August 1991 |
September 1991 |
Oktober 1991 |
November 1991 |
Dezember 1991 |
Januar 1992 |
Februar 1992 |
►
Dieser Artikel behandelt aktuelle Nachrichten und Ereignisse im November 1991.

## Tagesgeschehen

### Freitag, 1. November 1991

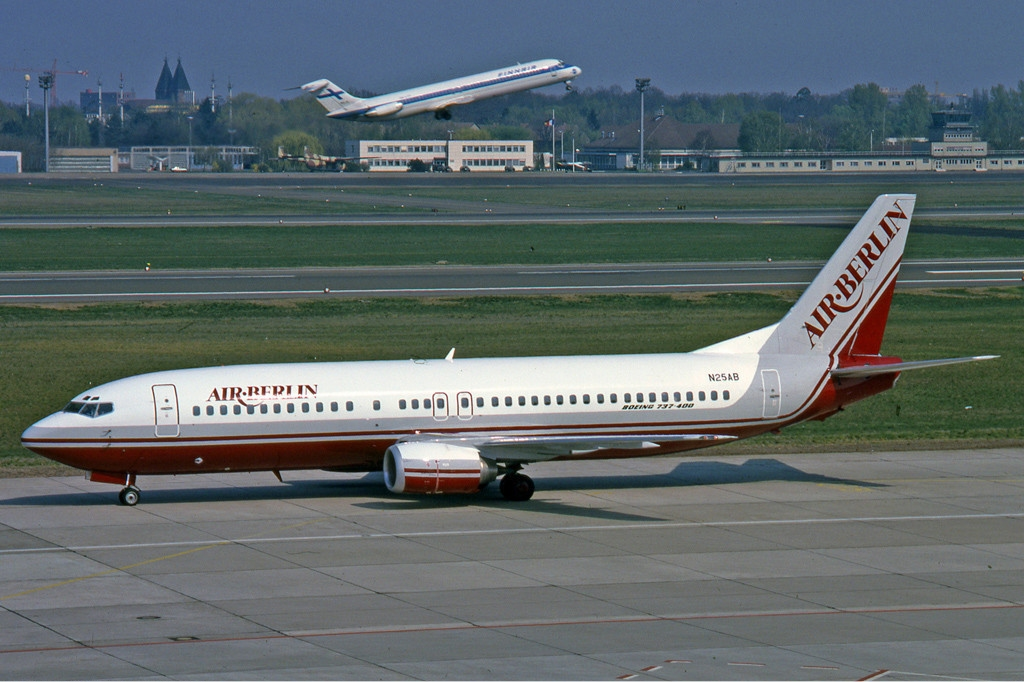
Boeing 737 der Air Berlin in Tegel

- Berlin/Deutschland: Die Fluggesellschaft Air Berlin USA verlegt ihren Firmensitz aus den Vereinigten Staaten an den Flughafen Berlin-Tegel und führt ihre Geschäfte als Air Berlin GmbH & Co. Luftverkehrs KG weiter.[1]
- Bonn/Deutschland: Der Ministerpräsident von Mecklenburg-Vorpommern Alfred Gomolka (CDU) tritt sein Amt als Präsident des Bundesrates an. Es ist der erste Bundesratspräsident, den Mecklenburg-Vorpommern stellt, und der erste Präsident aus den 1990 beigetretenen deutschen Ländern.[2]
- Grosny/Sowjetunion: Der international nicht als Präsident anerkannte General Dschochar Dudajew erklärt die völkerrechtliche Unabhängigkeit der vom Islam geprägten „Tschetschenischen Republik Itschkerien“, die de jure zur Kaukasus-Republik Tschetscheno-Inguschetien gehört. Der Präsident will einen Austritt Tschetscheniens sowohl aus der Russischen Sozialistischen Föderativen Sowjetrepublik als auch aus der Sowjetunion, die sich aktuell in Auflösung befindet.[3]

### Samstag, 2. November 1991
- London/Vereinigtes Königreich: Australien gewinnt das Finale der Rugby-Union-Weltmeisterschaft 12:6 gegen England.[4]

### Mittwoch, 6. November 1991
- Moskau/Sowjetunion: Der Präsident der Russischen Sozialistischen Föderativen Sowjetrepublik (RSFSR) Boris Jelzin verbietet mit einem Ukas die Kommunistische Partei der Sowjetunion (KPdSU) und die Kommunistische Partei der RSFSR. Die KPdSU – bis 1952 noch unter anderen Namen – ist seit 1918 Regierungspartei der Sowjetunion. Bei einem gescheiterten Putsch im August versuchten Teile der Partei, die Mitte der 1980er Jahre eingeleitete Wende zu mehr Marktwirtschaft und Demokratie in der Sowjetunion mit Gewalt zu verhindern.[5]

### Donnerstag, 7. November 1991
- Inglewood/Vereinigte Staaten: Der Profi-Basketballspieler Earvin Johnson Jr. informiert die Öffentlichkeit darüber, dass er HIV-positiv ist; außerdem verkündet er seinen Abschied vom Spitzensport. „Magic“ Johnson war in drei Spielzeiten wertvollster Spieler der Liga NBA und gewann mit dem Verein Los Angeles Lakers fünf Meisterschaften.[6]
- Leyte, Negros/Philippinen: Die Behörden des Landes geben an, dass in Folge des Sturms Uring bisher 2.155 Menschen zu Tode kamen, fast 2.000 weitere gelten als vermisst. Insgesamt leiden rund 180.000 Personen unter den Verwüstungen durch den Sturm und darauf folgende Überschwemmungen. Die Evakuierungsmaßnahmen werden noch mehrere Tage andauern.[7]
- Mainz/Deutschland: In der Diskussion um die amtliche Zulassung der sogenannten „Abtreibungspille“, einer Alternative zur chirurgischen Herbeiführung von Schwangerschaftsabbrüchen, meldet sich der Vorsitzende der Deutschen Bischofskonferenz Karl Lehmann zu Wort. Die „Abtreibungspille“ sei eine Verharmlosung und Bagatellisierung der „Tötung ungeborenen Lebens“. Familienverbände und viele Mediziner hingegen betonen die Vorteile der Pille gegenüber Operationen.[8]
- Paris/Frankreich: Premierministerin Édith Cresson von der Sozialistischen Partei gibt den Standpunkt ihrer Regierung bekannt, dass die Nationale Verwaltungshochschule aus Gründen der Dezentralisierung von Paris nach Straßburg verlegt werden „sollte“.[9]

### Sonntag, 10. November 1991
- Wien/Österreich: Bei der vorverlegten Landtags- und Gemeinderatswahl in der Hauptstadt verliert die SPÖ die absolute Mehrheit der Wählerstimmen, behält aber die absolute Mehrheit der Mandate bei. Die ÖVP fällt hinter die FPÖ zurück, politische Beobachter werten dies als einen Sieg des Rechtspopulismus über den gemäßigten Konservativismus, und auch die Grünen ziehen in den Rat ein, der sich zum ersten Mal seit 1973 aus vier Parteien zusammensetzt.[10]

### Dienstag, 12. November 1991
- Seoul/Südkorea: Der dritte inoffizielle Gipfel der Asiatisch-Pazifischen Wirtschaftsgemeinschaft APEC beginnt. Das Fernziel der Mitglieder ist eine asiatisch-pazifische Freihandelszone.[11]

### Samstag, 16. November 1991
- Malabo/Äquatorialguinea: In einem Referendum über die Einführung eines Präsidentiellen Regierungs- und Mehrparteiensystems werden 98,4 % der Stimmen als Votum für die Annahme gewertet. Gleichzeitig wird festgelegt, dass alle sieben Jahre eine Volkswahl des Staatsoberhaupts von Äquatorialguinea durchgeführt wird.[12]

### Sonntag, 17. November 1991

Logo der Europäischen Handballföderation

- Berlin/Deutschland: Die Europäische Handballföderation wird gegründet. Sie soll künftig u. a. die Wettbewerbe Europapokal der Landesmeister und Europapokal der Pokalsieger für Vereinsmannschaften im Hallen-Handball ausrichten. Die Entscheidung über den Ort des Verbandssitzes steht noch aus.[13][14]

### Donnerstag, 21. November 1991
- Amman/Jordanien: Zaid ibn Shaker löst Taher al-Masri als Ministerpräsident von Jordanien ab. Für Shaker ist es die zweite Amtsperiode.[15]

### Samstag, 23. November 1991

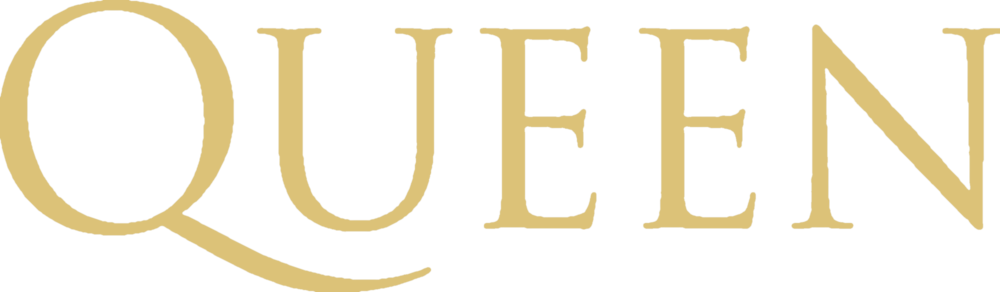
Logo von Freddy Mercurys Band

- London/Vereinigtes Königreich: Der Sänger Freddy Mercury, Frontmann der Rockband Queen, lässt den heimischen Medien das folgende Statement zukommen: „In Bezug auf die immensen Spekulationen in den letzten zwei Wochen möchte ich bestätigen, dass ich positiv auf HIV getestet wurde und AIDS habe.“ Er stirbt bereits am Tag darauf.[16]

### Sonntag, 24. November 1991
- Duschanbe/Sowjetunion: Nach der Ausrufung der Unabhängigkeit am 9. September hält die Unionsrepublik Tadschikische SSR eine Wahl zum „Präsidenten der Republik Tadschikistan“ ab. Der von antikommunistischen Parteien unterstützte Kandidat Davlat Khudonazarov unterliegt deutlich dem aktuellen „Interimspräsidenten“ Rahmon Nabijew von der Kommunistischen Partei. Damit wird Nabijew voraussichtlich der erste Präsident des unabhängigen Tadschikistans sein.[17]

### Montag, 25. November 1991
- Ankara/Türkei: Die von Süleyman Demirel (Partei des rechten Weges) am 20. November gebildete neue Regierung erhält das Vertrauen der Großen Nationalversammlung. Damit wird Demirel zum fünften Mal Ministerpräsident des Landes.[18]
- München/Deutschland: Der Landesverband Bayern e. V. im Börsenverein des Deutschen Buchhandels und die Stadt München verleihen den Literaturpreis Geschwister-Scholl-Preis an das Buch Die Absonderung des französisch-deutschen Schriftstellers Georges-Arthur Goldschmidt.[19]
- Sangatte/Frankreich: Frankreich und das Vereinigte Königreich reagieren auf die Ängste konservativer Briten im Hinblick auf den seit 1987 im Bau befindlichen Tunnel unter dem Ärmelkanal mit einer bilateralen Vereinbarung. Zur bestmöglichen Kontrolle des Personenverkehrs zwischen Kontinentaleuropa und Großbritannien soll es nach Freigabe des Tunnels vorgezogene Grenzkontrollen auf der französischen Seite des Kanals geben. Die Parlamente beider Staaten müssen dem Abkommen noch zustimmen.[20]

### Dienstag, 26. November 1991
- Straßburg/Frankreich: Polen tritt als 25. Mitgliedstaat dem Europarat bei.[21]

### Donnerstag, 28. November 1991

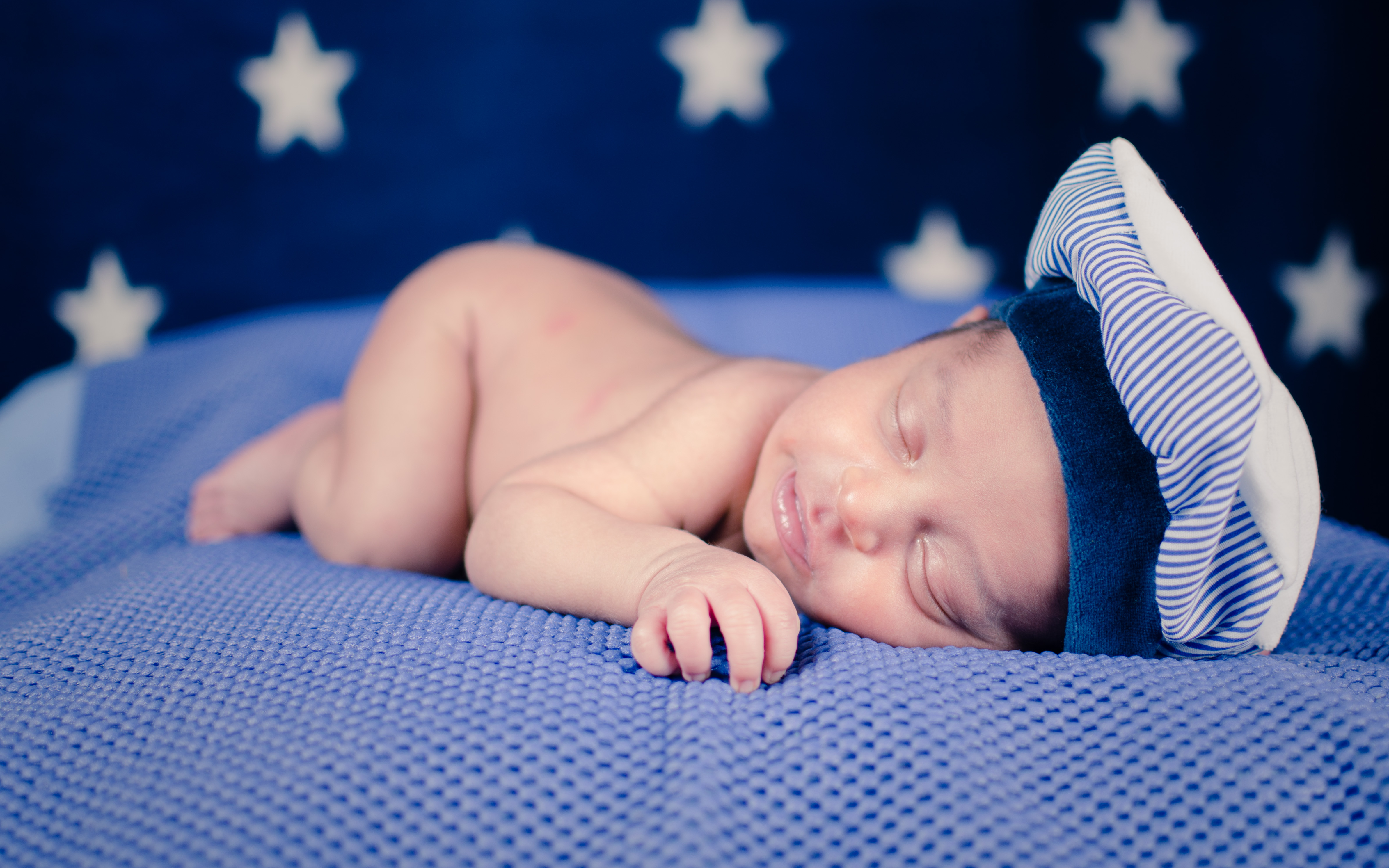
Schlafender Säugling in Bauchlage

- Köln/Deutschland: In einem Bericht im Deutschen Ärzteblatt untersuchen der Kinderarzt Gerhard Jorch und vier weitere Mediziner den Zusammenhang zwischen der seit 1971 den Eltern in der Bundesrepublik empfohlenen Bauchlage als Schlafposition von Säuglingen und dem Plötzlichen Kindstod, einer Todesart, die sich in den vor 1990 bestehenden Ländern deutlich öfter einstellt als im Beitrittsgebiet von 1990. Der Bericht schließt mit dem Fazit, dass ein Säugling nicht in Bauchlage schlafen sollte.[22]

### Freitag, 29. November 1991
- Coalinga/Vereinigte Staaten: Ein Staubsturm löst auf der Straße Interstate 5 einen Serienunfall aus, bei dem 17 Menschen sterben und weitere 150 verletzt werden.[23]

### Samstag, 30. November 1991

Logo der Frauen-Fußball-WM

- Guangzhou/China: Die 1. FIFA-Fußball-Weltmeisterschaft der Frauen endet mit einem 2:1-Sieg der Vereinigten Staaten gegen Norwegen. Die nächste WM soll 1995 in Schweden stattfinden.[24]

## Weblinks

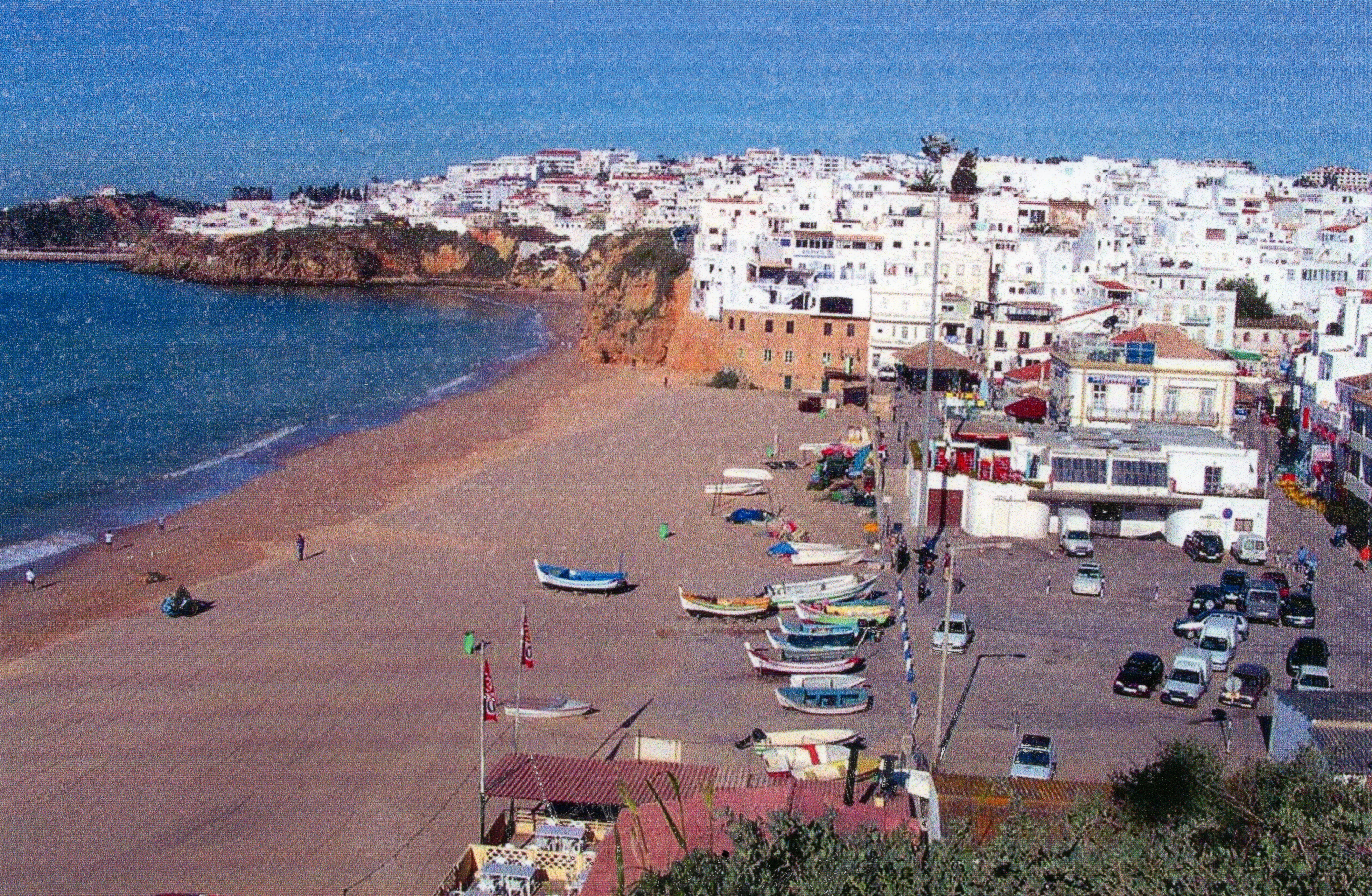
Portugal im November 1991